# Селезнёв, Сергей Павлович
Серге́й Па́влович Селезнёв (10 июля 1944, Русскоивановка, Лиманский район, Одесская область — 17 декабря 1996, под Андреаполем, Тверская область) — советский и российский военачальник, генерал-полковник (18.12.1991). Командующий войсками Ленинградского военного округа (1991—1996).

## Биография
Окончил Одесское высшее военное объединённое училище (1962—1965), Военную академию имени М. В. Фрунзе (1971—1974), Военную академию Генерального штаба Вооружённых Сил СССР имени К. Е. Ворошилова (1983—1985).
Службу проходил командиром учебного взвода (1965—1971), заместителем командира и командиром полка, заместителем командира (1974—1978) и командиром (1978—1983) 129-й Тихоокеанской мотострелковой дивизии, 1-м заместителем командующего (1985—1989) и командующим (1989—1991) 28-й армией, начальником штаба (1991) и командующим войсками Ленинградского военного округа (с 7 декабря 1991 по 17 декабря 1996). Генерал-полковник.

Могила Селезнёва на Никольском кладбище Александро-Невской лавры в Санкт-Петербурге.

## Авиакатастрофа
17 декабря 1996 года командующий войсками Ленинградского военного округа генерал-полковник Сергей Павлович Селезнёв и его жена Мария Романовна погибли в авиационной катастрофе. Вместе с супругой генерал Селезнёв отправился попутным рейсом в плановый отпуск. Военно-транспортный самолёт АН-12БП (борт 21 ВВС), совершавший рейс по маршруту Левашово — Андреаполь — Краснодар, разбился и сгорел, упав в лес в примерно в 8 километрах от ВПП аэродрома Андреаполь Тверской области. Всего погибло 17 человек экипажа и пассажиров. Похоронен на Никольском кладбище Александро-Невской лавры в Санкт-Петербурге.

## Память
В средней школе в селе Русскоивановка открыт музей имени Селезнёва С. П., установлена мемориальная доска.
Ежегодный теннисный турнир военнослужащих Западного военного округа посвящён памяти командующего войсками Ленинградского военного округа генерал-полковника Сергея Селезнёва. Проводится в Санкт-Петербурге.
В Санкт-Петербурге имя носит сквер, согласована установка памятного знака.

## Награды
- Орден Красного Знамени
- Орден Красной Звезды
- Орден «За службу Родине в Вооруженных Силах СССР» II и III степени.